# Porto do Son
Pour les articles homonymes, voir Porto (homonymie) et Son.
Porto do Son est une commune de la province de La Corogne en Espagne située dans la communauté autonome de Galice.

### Articles Connexes
- Liste des communes de Galice